# Firmicus dewitzi
Firmicus dewitzi là một loài nhện trong họ Thomisidae.
Loài này thuộc chi Firmicus. Firmicus dewitzi được Eugène Simon miêu tả năm 1899.